# Petuaran Hilir
Petuaran Hilir is een bestuurslaag in het regentschap Serdang Bedagai van de provincie Noord-Sumatra, Indonesië. Petuaran Hilir telt 2403 inwoners (volkstelling 2010).